# 新斯泰普尼揚斯凱
47°48′46″N 35°25′32″E / 47.81278°N 35.42556°E
新斯泰普尼揚斯凱（烏克蘭語：Новостепнянське）是位於烏克蘭東南部的村莊，由扎波羅熱州扎波羅熱区的斯泰普內市鎮負責管轄。該村始建於1910年，面積6.5平方公里，海拔高度105米，2001年人口465，人口密度每平方公里71.5人。